# Луций Аний Фабиан (консул 201 г.)
Луций Аний Фабиан (на латински: Lucius Annius Fabianus) e политик и сенатор на Римската империя през началото на 3 век.

## Биография
Фабиан произлиза вероятно от Цезареа в провинция Mauretania Caesariensis (източната част на Мавретания, днешен Алжир). Роднина е с фамилията Ании. Неговият дядо e суфектконсул през 141 г.
През 201 г. той е редовен консул заедно с колега Марк Ноний Арий Муциан.